# Adelmo Riccardi
Adelmo Riccardi (Massa, 1º novembre 1924 – 10 gennaio 2000) è stato un sindacalista e politico italiano.

## Biografia
Operaio e sindacalista massese. Fu segretario nazionale della FILLEA, categoria degli edili della CGIL.
Fu eletto alla Camera dei deputati nel 1983 nelle file del Partito Comunista Italiano, restando a Montecitorio per una legislatura.
Negli anni Novanta è stato presidente del Consorzio "Zona industriale apuana", nato per ricostruire il tessuto produttivo e l'occupazione sotto le Apuane, dopo la crisi della grande industria a partecipazione statale.
Dopo la sua morte, avvenuta a 75 anni, gli è stata dedicata una via nel comune di Massa.